# 즈엉민아인
즈엉민아인(Dương Minh Ánh, 한자: 楊明英 (양명영), 1975년 9월 1일 ~ )은 베트남의 정치인이다. 베트남의 제14대 국회대표의원을 역임했다.